# Anthene mabillei
Anthene mabillei är en fjärilsart som beskrevs av Percy I. Lathy 1921. Anthene mabillei ingår i släktet Anthene och familjen juvelvingar. Inga underarter finns listade i Catalogue of Life.